# Plélan-le-Petit
Plélan-le-Petit is een gemeente in het Franse departement Côtes-d'Armor, in de regio Bretagne. De plaats maakt deel uit van het arrondissement Dinan. Plélan-le-Petit telde op 1 januari 2022 1.947 inwoners.

## Geografie
De oppervlakte van Plélan-le-Petit bedroeg op 1 januari 2022 21,23 vierkante kilometer; de bevolkingsdichtheid was toen 91,7 inwoners per km².
De onderstaande kaart toont de ligging van Plélan-le-Petit met de belangrijkste infrastructuur en aangrenzende gemeenten.

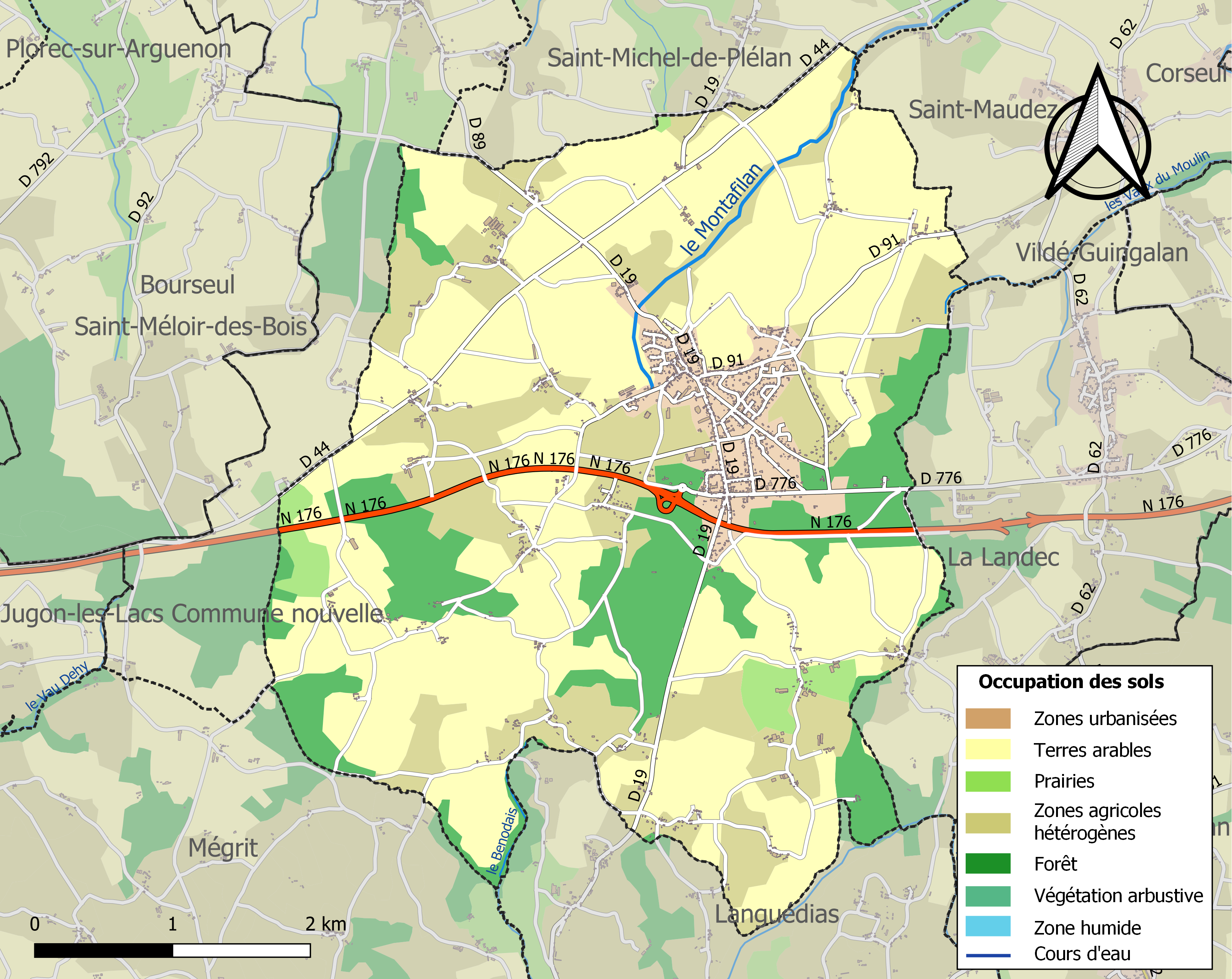

## Demografie
Onderstaande figuur toont het verloop van het inwonertal (bron: INSEE-tellingen).